# John Rose Holden
John Rose Holden (Daventry, 27 settembre 1821 – Hamilton, 25 febbraio 1879) è stato un politico e avvocato canadese.

## Biografia
Poco di lui è conosciuto, sposatosi con Mary Emily Roach, ebbe una numerosa prole: due figli e tre figlie. Venne eletto sindaco di Hamilton nel 1851.